# Richard Ffrench
Richard Patrick Ffrench, MBE, (Eigenschreibweise Richard ffrench; * 15. September 1929 in Aldershot, Hampshire; † 10. Mai 2010 in Castle Douglas, Schottland) war ein britischer Ornithologe und Lehrer. Sein Forschungsschwerpunkt, der ihn als „the birdman“ bekannt machte, war die Avifauna von Trinidad und Tobago.

## Leben und Wirken
Nach seiner Schulzeit in der Blundell’s School in Tiverton, Devon leistete Ffrench von 1948 bis 1950 seinen Wehrdienst, wobei er im Jahr 1949 auf der Malaiischen Halbinsel stationiert war. Anschließend studierte er auf dem Balliol College der University of Oxford, wo er 1954 seinen Bachelor-Abschluss in Altphilologie, Geschichte und Philosophie (Literae Humaniores) erlangte. 1955 folgte ein Postgraduate Certificate in Education. Während seines Studiums lernte er Margaret Southern kennen, die er 1953 heiratete und die ihn seitdem häufig bei seiner Feldarbeit unterstützte. Aus dieser Ehe gingen vier Kinder hervor: zwei Söhne und zwei Töchter. Von 1955 bis 1958 unterrichtete Richard Ffrench als Hilfslehrer an der Lodge School auf Barbados. Weiter gründete und leitete er einen Künstlerclub an dieser Schule und übernahm die Leitung des Cameo Club Choirs in Bridgetown.
Während einer Urlaubsreise nach Trinidad und Tobago im Jahr 1956 erlebte Richard Ffrench zum ersten Mal die prächtigen Regenwälder und die Avifauna der Zwillingsinseln. 1958 bekam er an der St. Peter’s School in Pointe-à-Pierre auf Trinidad und Tobago eine Anstellung als Hilfslehrer, wo er Englisch, Latein, Geschichte und Musik unterrichtete. 1976 wurde er stellvertretender Schuldirektor, eine Position, die er bis 1984 bekleidete, als die Schule geschlossen wurde. Neben seiner Lehr- und Verwaltungstätigkeit organisierte und leitete er 20 Jahre lang ein internationales Jugendprogramm. Seine Freiluftaktivitäten im Rahmen dieses Programms führten zur Co-Autorenschaft eines Leitfadens über die Naturpfade von Trinidad (Nature Trails of Trinidad mit Peter R. Bacon, 1982). Er gründete und leitete außerdem den Orpheus Choir, der zwischen 1964 und 1984 mehrere Preise auf nationalen Musikfestivals gewann. 1985 zogen die Ffrenchs nach England zurück, wo Richard Ffrench bis 1986 eine Stelle als Hilfslehrer an der Oakley Hall School, Cirencester annahm. Im Alter von 55 Jahren gab er seine Arbeit als Lehrer auf und leitete für das Reiseunternehmen Abercrombie & Kent Vogelbeobachtungstouren nach Trinidad und Tobago, aber auch zu anderen Zielen in Zentral- und Südamerika, darunter Belize, Costa Rica, Ecuador und Venezuela. Im Alter von 75 Jahren trat er aus gesundheitlichen Gründen in den Ruhestand.
Ffrenchs Forschungsarbeit über die karibische Avifauna begann auf Barbados und erlebte auf Trinidad und Tobago ihre Blüte. 1958 machte er die Bekanntschaft mit dem Ehepaar David William und Barbara Kathleen Snow und unterstützte es bei seiner Feldarbeit. Von 1959 bis 1985 arbeitete er für den United States Fish and Wildlife Service und beringte tausende von Vögeln in der karibischen Region. Seine anfänglichen Interessen konzentrierten sich auf Küstenvögel, Seevögel (vor allem Seeschwalben), auf den Scharlachsichler und andere Feuchtlandarten, auf die Vögel der vorgelagerten Inseln, auf den Perlaar und auf die Dickzissel. Für diese Studien betrieb er eine langwierige Feldarbeit. 1964 begann er mit seinen Aufzeichnungen für sein bekanntestes Werk Guide to the Birds of Trinidad and Tobago, das 1973 erstmals veröffentlicht wurde und wovon seitdem mehrere neue Auflagen erschienen. Daneben verfasste er Vogelartikel für das Trinidad and Tobago Field Naturalists’ Club’s journal, das Trinidad Naturalist magazine und die Zeitung Sunday Guardian. 1986 erschien das Buch Birds of Trinidad and Tobago über die häufigeren Vogelarten von Trinidad und Tobago.

## Ehrungen und Mitgliedschaften
Richard Ffrench war Präsident und lebenslanges Ehrenmitglied des Trinidad Field Naturalists’ Clubs sowie Redakteur bei mehreren Ausgaben des Clubjournals. 1967 war er Gründungsmitglied des Asa Wright Nature Centres (benannt nach der isländischen Ornithologin Asa Wright (1879–1971)) und von 1969 bis 1971 Vorstandspräsident dieser Einrichtung, die sich für den Schutz der Natur auf Trinidad einsetzt. Er war auch Gründungsmitglied und Honorarsekretär des Pointe-à-Pierre Wildfowl Trusts. 20 Jahre arbeitete er als Ornithologe für das Wildlife Conservation Committee des Landwirtschaftsministeriums von Trinidad und Tobago. Ffrench war ein engagierter Vogelschützer. Er erstellte Berichte für mehrere Regierungsorganisationen, gab Vorträge am Institut für maritime Angelegenheiten und an anderen staatlichen Stellen und leitete Feldexkursionen, worüber er in der Presse schrieb. 1984 wurde Ffrench von der Regierung von Trinidad und Tobago für seine Verdienste um die Naturwissenschaften mit der Chaconia Medal in Silber ausgezeichnet. Im selben Jahr erhielt er für seine Kultur- und Bildungsarbeit den Orden Member of the British Empire. Weiter war Ffrench Lebensmitglied in der American Ornithologists’ Union, Life Fellow in der Royal Society for the Protection of Birds sowie Mitglied im Wildfowl and Wetlands Trust, im Scottish Ornithologists’ Club, im Neotropical Bird Club und in der Society for Caribbean Ornithology.

## Werke (Auswahl)
- A Guide to the Birds of Trinidad and Tobago, 1973
- Nature Trails of Trinidad, 1982 (mit Peter R. Bacon)
- Birds of Trinidad and Tobago, 1986
- A Guide to the Birds of Trinidad and Tobago, 1991 (überarbeitete Auflage)
- A Naturalist’s Year, 2007 (mit Margaret Ffrench)